# Iphigenie

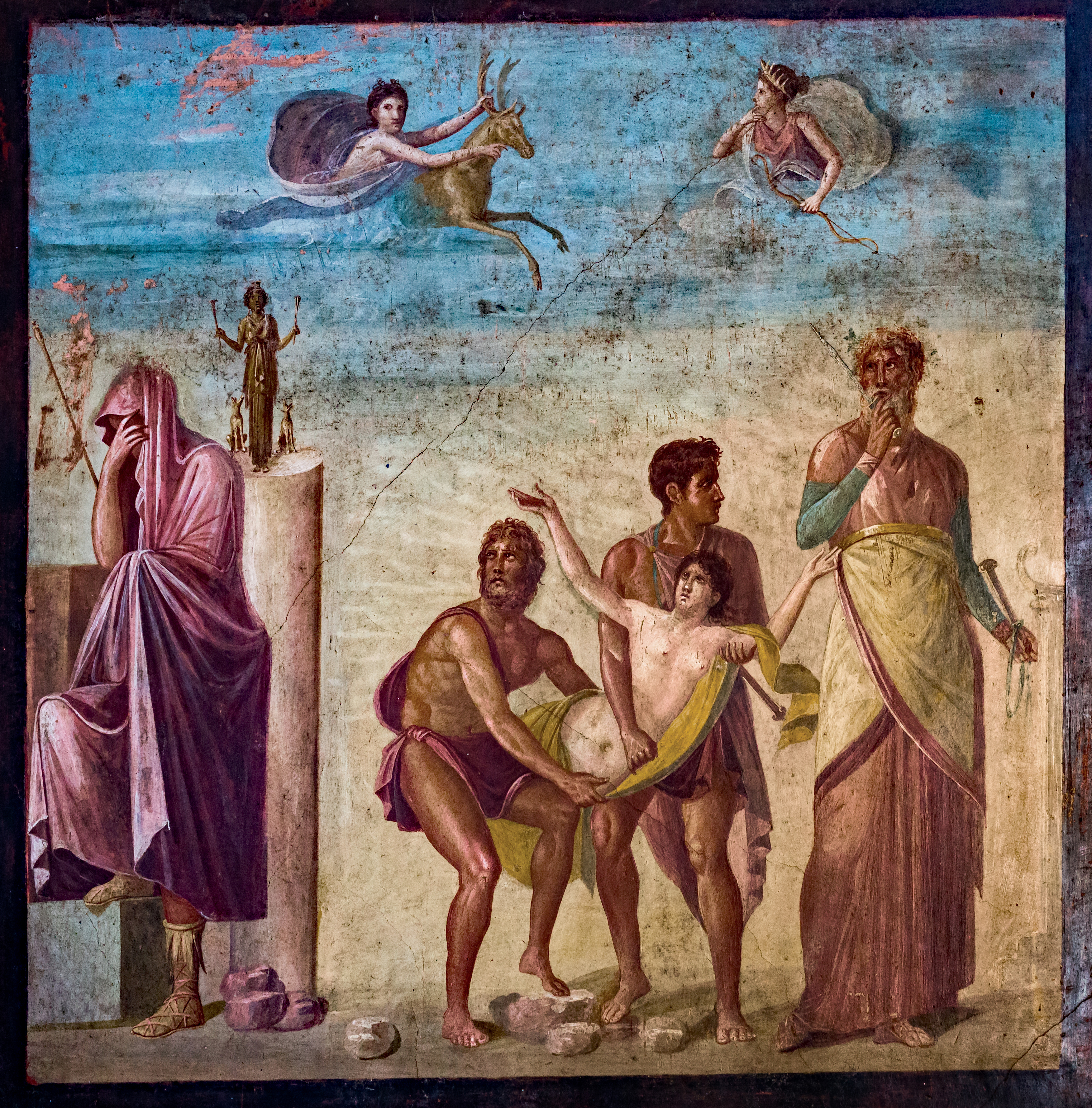
Opferung der Iphigenie. Antikes Fresko aus Pompeji, vielleicht basierend auf einem Gemälde von Timanthes.

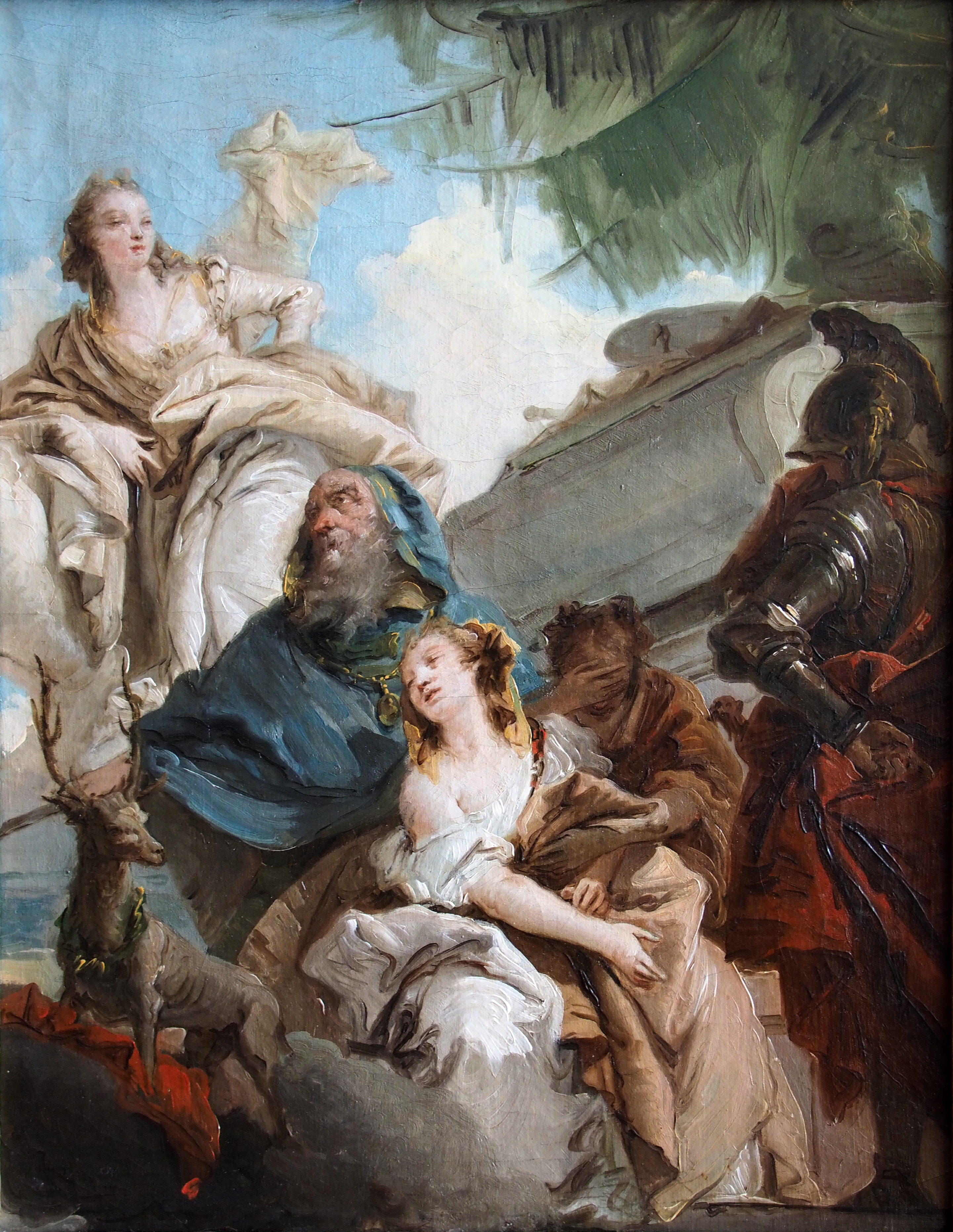
Opferung der Iphigenie von Tiepolo

Iphigenie, auch Iphigeneía, Iphigenia (alle von altgriechisch Ἰφιγένεια Iphigéneia) oder Iphianassa (Ἰφιάνασσα Iphiánassa) ist in der griechischen Mythologie die älteste Tochter von Agamemnon (dem König von Mykene auf der Peloponnes, nach anderer – wohl älterer – Sagentradition König von Sparta in Lakonien) und Klytaimnestra und die Schwester von Orestes, Elektra und Chrysothemis.

## Mythologie
Artemis bestrafte Agamemnon, weil er einen Hirsch in ihrem heiligen Hain getötet und sich gerühmt hatte, er sei – verglichen mit der Göttin – der bessere Jäger: Sie verhinderte zu Beginn des Trojanischen Krieges die Weiterfahrt der Griechenflotte unter Agamemnons Kommando nach Troja, indem sie bei Aulis eine Windstille bewirkte. Der Seher Kalchas weissagte, dass Agamemnon seine Tochter Iphigenie der Göttin zur Sühne opfern müsse, um seine Fahrt fortsetzen zu können.

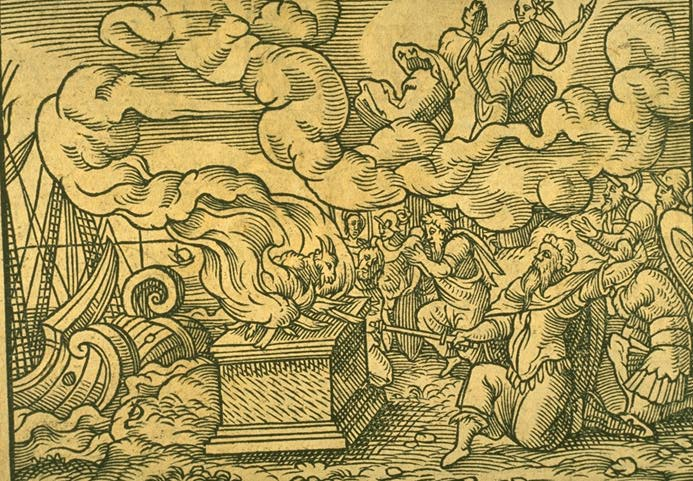
Die Entrückung der Iphigenie während der Opferung (Virgil Solis)

Einer Version dieser Geschichte folgend tat Agamemnon, wie ihm geheißen wurde. Nach einer anderen wurde stattdessen eine Hirschkuh geopfert und Iphigenie von Artemis in das Land der Taurer entrückt, um ihr dort als Priesterin im Artemistempel zu dienen.
Bei Euripides tritt Iphigenie in der Geschichte ihres Bruders Orestes auf. Um der Verfolgung durch die Erinnyen wegen der Ermordung seiner Mutter Klytaimnestra und ihres Liebhabers Aigisthos zu entkommen (also nach dem Ende des Trojanischen Krieges), wurde ihm von Apollon aufgetragen, nach Tauris zu fahren, um die hölzerne Statue der Artemis zu holen, die dort vom Himmel gefallen sei, und sie nach Athen zu bringen.
Mit seinem Freund Pylades, dem Sohn des Strophios, reist Orestes zu den Taurern, wo die Einheimischen beide gefangen nehmen, um sie – wie alle Fremden – der Artemis zu opfern. Die Artemis-Priesterin, deren Aufgabe es ist, das Opfer zu vollziehen, ist aber seine Schwester Iphigenie, die Orestes nicht erkennt. Sie bietet ihm an, ihn freizulassen, falls er einen Brief von ihr nach Griechenland bringe. Orestes lehnt ab, er will in Tauris bleiben und sich töten lassen, schlägt aber gleichzeitig vor, Pylades den Botengang zu übertragen. Nach einem Streit zwischen Orestes und Pylades stimmt dieser dem Vorschlag endlich zu. Der Brief enthüllt dann die Verwandtschaft zwischen Orestes und Iphigenie, zu dritt fliehen sie aus Tauris unter Mitnahme des Artemis-Bildes.
Nach seiner Rückkehr nach Griechenland nimmt Orestes Mykene in Besitz, das Königreich seines Vaters Agamemnon, dem er noch Argos und Lakonien hinzufügt. Iphigenie wird Priesterin des Artemis-Heiligtums in Brauron.
Iphigenie, die erst spät in der griechischen Mythologie erwähnt wird (erst nachdem die Geschichten von Agamemnon und Klytaimnestra aufgezeichnet worden waren), wurde so sehr mit Artemis verknüpft, dass einige Interpreten glauben, sie sei ursprünglich eine rivalisierende Jagdgöttin gewesen, deren Kult später mit dem der Artemis zusammengefasst wurde.
Hesiod berichtet, aus ihr sei die Göttin Hekate geworden.

## Literarische Tradition

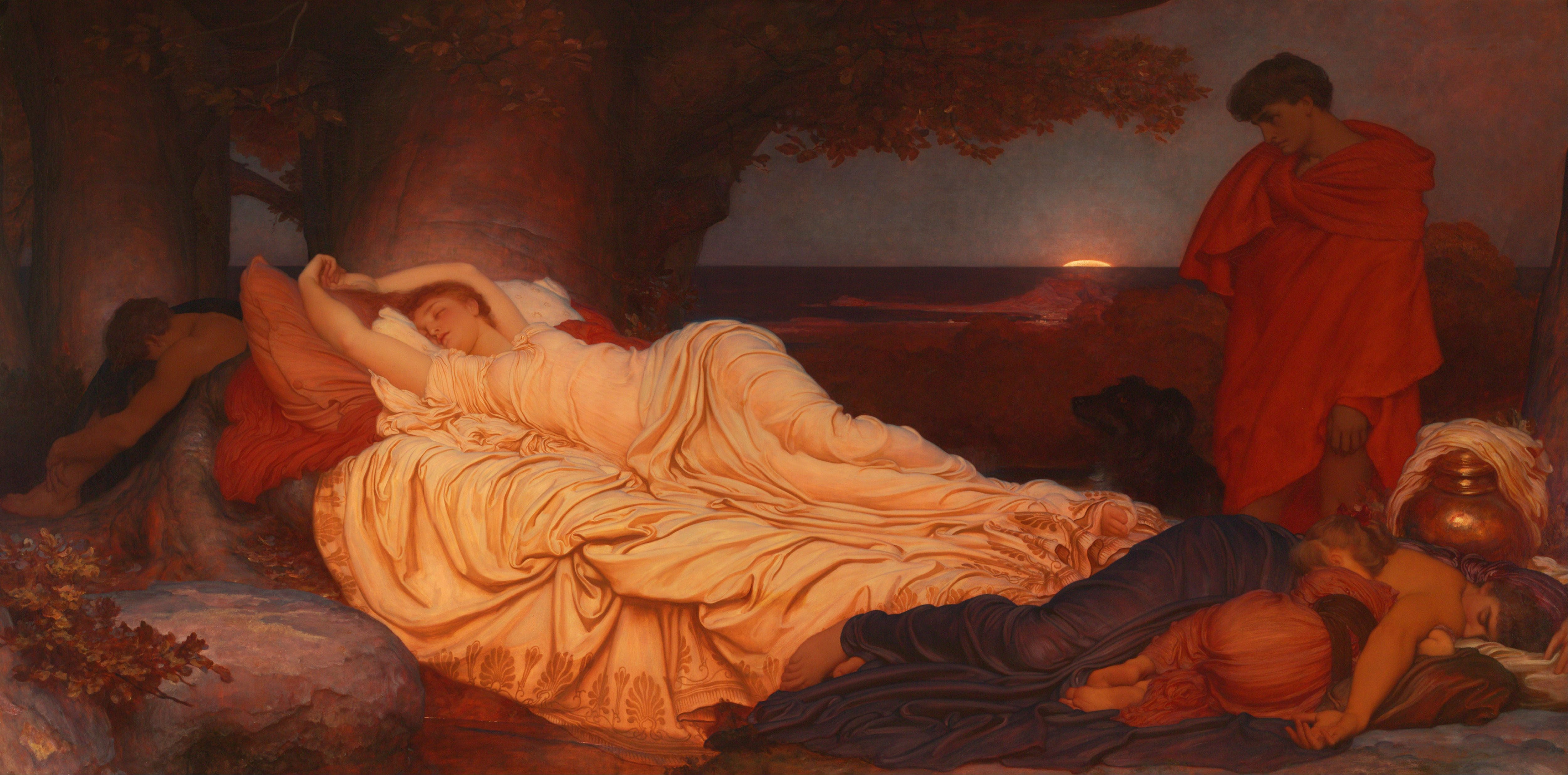
Kymon und Iphigenie (Frederic Leighton)

Die sagenhaften Überlieferungen des Iphigenienstoffes wurden bereits in der Antike von dem griechischen Dichter Euripides (480–406 v. Chr.) als Drama gestaltet. Von Euripides stammen die beiden Tragödien Iphigenie in Aulis und Iphigenie bei den Taurern. Diese antiken Texte wurden in der italienischen Renaissance nicht nur ediert und übersetzt, sondern auch literarisch weiterverarbeitet. Beispielhaft für diese literarische Aneignung steht Giovanni Boccaccio, der die Geschichte vom Raub der Iphigenie durch Cimon im Decamerone in der ersten Geschichte des fünften Tages erzählt. Über die italienische Renaissance gelangte der Iphigenienstoff dann in italienischer Übersetzung in den französischen Sprachraum. Im französischen Klassizismus wurden ausgehend von den Tragödien des Euripides bereits Schauspiele, die die Iphigenien-Sage zum Thema hatten, zur Aufführung gebracht, wie zum Beispiel Racines Tragödie Iphigénie (1674).„Die klassische französische Tragödie wurde in der ersten Hälfte des 18. Jahrhunderts auch in Deutschland zum Muster dramatischer Bemühungen … In den Neubearbeitungen der Euripideischen ‚Iphigenie bei den Tauriern‘ … finden sich zahlreiche Versuche, die alte Fabel der Mitwelt glaubhafter zu machen und sie den Vorstellungen der Gegenwart anzupassen.“ Frühe deutsche Adaptionen sind 1732 von Johann Christoph Gottsched die Übersetzung aus dem Französischen ins Deutsche sowie 1737 von Johann Elias Schlegel Die Geschwister in Taurien (später: Orest und Pylades). 1779 erschien die Oper Iphigenie auf Tauris von Christoph Willibald Gluck.

## Neuzeitliche Bearbeitungen des Stoffes

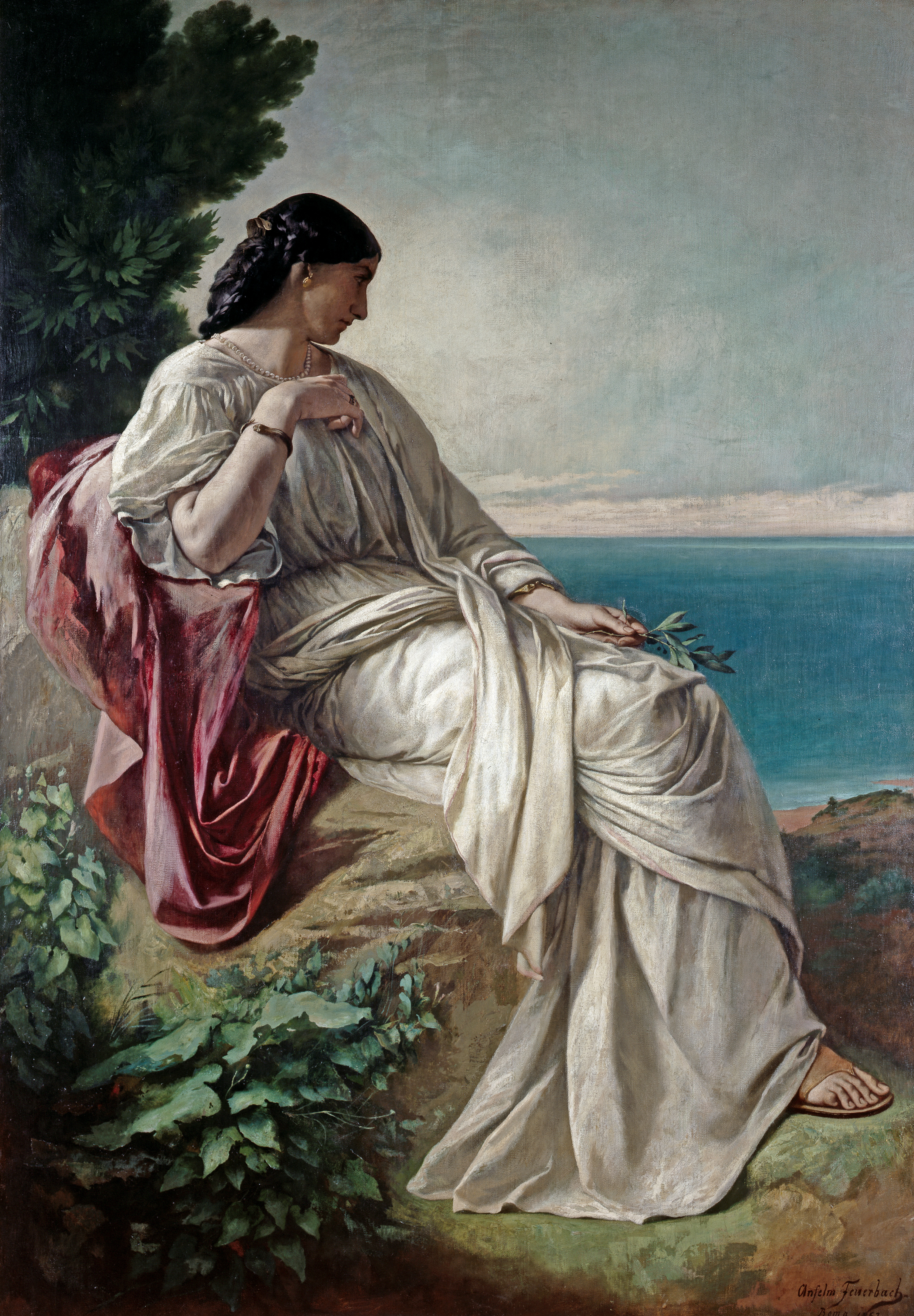
Iphigenie (Anselm Feuerbach, Gemälde von 1862)

Die bekannteste Bearbeitung des 18. Jahrhunderts ist Goethes Schauspiel Iphigenie auf Tauris (1779/1786). Friedrich Schillers Übersetzung der euripideischen Iphigenie, bei der es sich um eine private Gefälligkeit gegenüber den Geschwistern Lengefeld handelt, entstand erst nach der Veröffentlichung von Goethes Iphigenie auf Tauris.
Im 19. Jahrhundert entstand eine Reihe von Schauspielen, die sich mit der abschließenden Episode des Iphigenien-Stoffes befassen:
- 1843 Iphigenia in Delphi von Karl Ludwig Kannegiesser
- 1854 Iphigenia in Delphi von Karl Schröder
- 1855 Iphigenia at Delphi von Archer Gurney
- 1856 Iphigenie in Delphi von Friedrich Halm
- 1865 Iphigenie in Delphi von Josef Victor Widmann[8]
- 1872 Elektra von Hermann Allmers
- 1873 Iphigenie in Delphi von Karl Ernst
- 1880 Iphigenie in Delphi von Ernst Lohwag
- 1889 Iphigenie in Delphi von Karl Wilhelm Geissler
- 1890 Iphigenia in Delphi von Richard Garnett
- 1898 Iphigenie in Delphi von Siegfried Anger
- 1902 Elektra in Delphi von Theodor Kock

(Von Goethe ist der Handlungsentwurf eines "Iphigenie in Delphi"-Schauspiels aus dem Jahr 1786 überliefert.)
Das 20. Jahrhundert hat Adaptionen des Iphigenienstoffs wie Gerhart Hauptmanns Iphigenie in Delphi (1941) sowie Iphigenie in Aulis (1943), Rainer Werner Fassbinders Iphigenie auf Tauris von Johann Wolfgang von Goethe (1968), Jochen Bergs Im Taurerland (1977) und Volker Brauns Iphigenie in Freiheit (1992) hervorgebracht.
Auch in der Musik war Iphigenie ein beliebtes Sujet. Die erste Iphigenie-Oper (aus dem Jahr 1661) scheint von Johann Jacob Löwe zu stammen (Text von Anton Ulrich von Braunschweig-Wolfenbüttel). Es folgten 1699 Die wunderbar errettete Iphigenia von Reinhard Keiser, 1704 Iphigénie en Tauride von Henry Desmarest und André Campra, 1713 Ifigenia in Aulide von Domenico Scarlatti und 1718 Ifigenia in Aulide von Antonio Caldara. Weitere Opern komponierten Leonardo Vinci, Nicola Antonio Porpora, Carl Heinrich Graun, Gian Francesco de Majo (→ Ifigenia in Tauride), Niccolò Jommelli, Tommaso Traetta, Baldassare Galuppi, Vicente Martín y Soler. Von Christoph Willibald Gluck stammen Iphigénie en Aulide (1774) und Iphigénie en Tauride (1779), die heute meistgespielten Werke. Giuseppe Sarti, Niccolò Piccinni, Ignaz Josef Pleyel, Luigi Cherubini, Ferdinando Bertoni, Michele Carafa und Johann Simon Mayr führten die Tradition bis ins frühe 19. Jahrhundert. Im späteren 19. Jahrhundert befasste sich unter anderem Louis Théodore Gouvy mit dem Thema. Im 20. Jahrhundert entstanden Opern u. a. von Walter Damrosch und Ildebrando Pizzetti. Bühnenmusiken zum Drama des Euripides entstanden u. a. von Charles Wood und Arseni Nikolajewitsch Koreschtschenko. André Jolivets Iphigénie en Aulide-Musik entstand 1949 für das Racine-Drama und Johann Friedrich Reichardts Schauspielmusik 1798 nach Goethe.
2021 wurde die Oper Iphigenia von Wayne Shorter nach einem Libretto von Esperanza Spalding, in dem sie auf Motive aus Eurpides’ Iphigenie in Aulis zurückgreift, am Cutler Majestic Theatre in Boston uraufgeführt.

## Moderne Interpretationen
Im Jahr 1977 erschien der griechische Film Iphigenie des Regisseurs Michael Cacoyannis (Mihalis Kakogiannis), der auf dem antiken Stück des Euripides beruhte. Die Hauptrolle der Iphigenie spielte dabei Tatiana Papamoschou. Der Film wurde 1977 für die Goldene Palme in Cannes und 1978 für den Oscar als bester fremdsprachiger Film nominiert. Mikis Theodorakis schrieb 1976 dafür die Filmmusik, der er den Titel Iphigenia gab. Die Komposition besteht aus den Suiten I bis XI und ist inzwischen auf unterschiedlichen Tonträgern veröffentlicht worden.
Die Gruppe Goethes Erben hatte auf ihrem zweiten Album Der Traum an die Erinnerung (1992) ein Lied mit dem Titel Iphigenie. Die Handlung spielt zwar im Sommer 1943, jedoch sind thematische Parallelen zu dem Mythos zu sehen.
2017 wurde mit The Killing of a Sacred Deer erneut ein Film veröffentlicht, der die Thematik des Mythos um Iphigenie aufgreift.